# Nothotrichocera tonnoiri
Nothotrichocera tonnoiri är en tvåvingeart som beskrevs av Alexander 1926. Nothotrichocera tonnoiri ingår i släktet Nothotrichocera och familjen vintermyggor. Inga underarter finns listade i Catalogue of Life.